# QSL-Karte

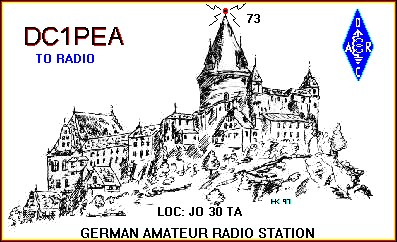
QSL-Karte einer deutschen Amateurfunkstation

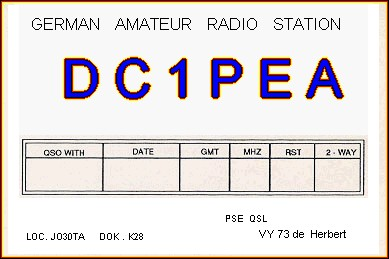
Rückseite mit Feldern für Verbindungsdaten

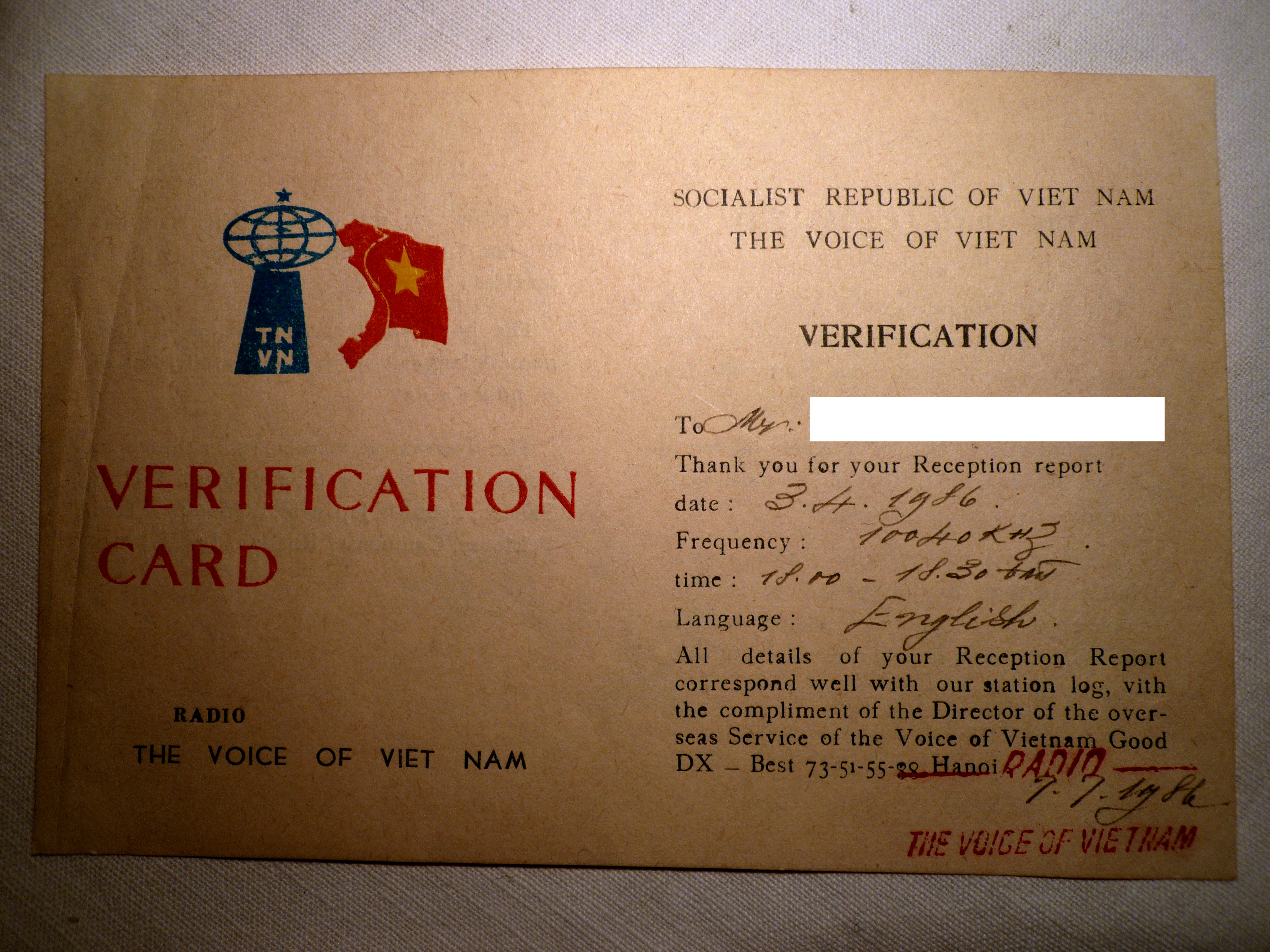
QSL-Karte des vietnamesischen Auslandsrundfunks von 1986

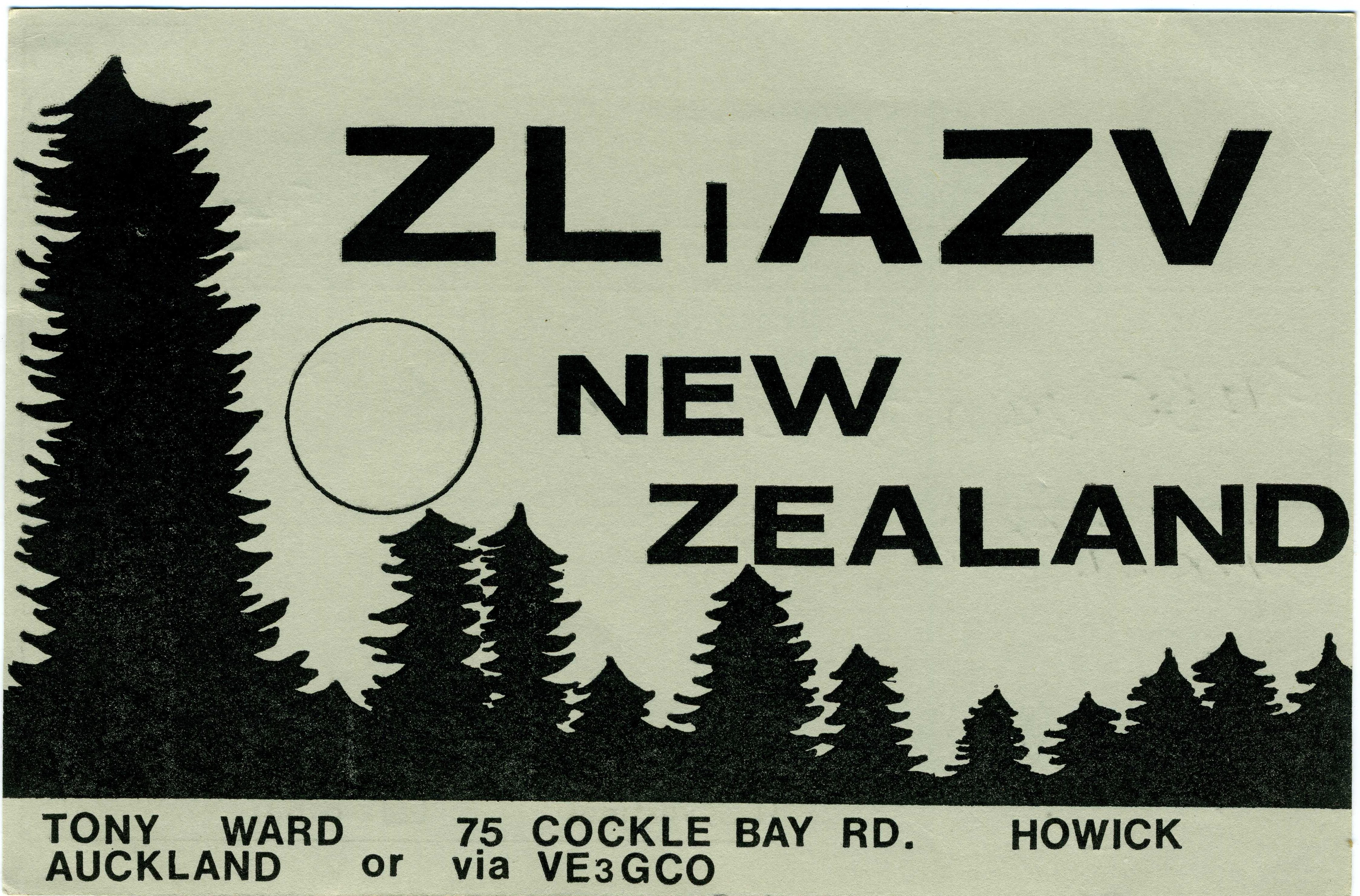
QSL-Karte einer neuseeländischen Amateurfunkstation

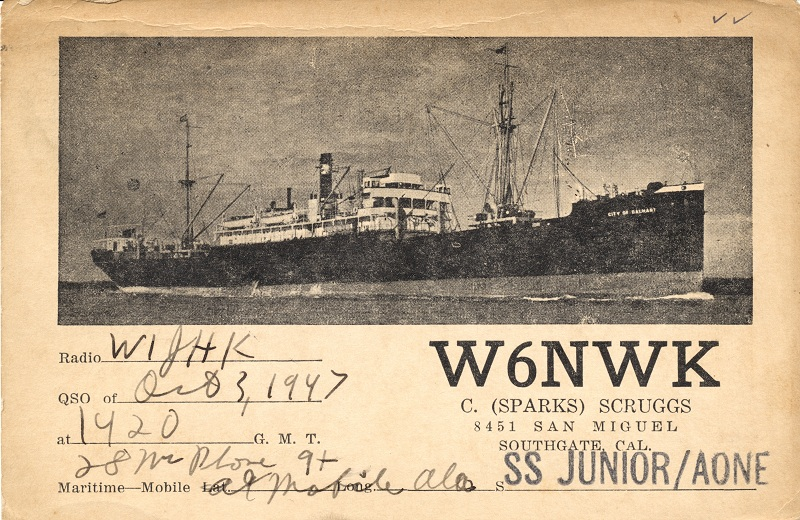
QSL-Karte einer US-amerikanischen Amateurfunkstation aus dem Jahr 1947

Mit dem Versand einer QSL-Karte bestätigen Funkamateure eine erfolgreiche Funkverbindung, Kurzwellenhörer den Empfang der Sendungen einer Station oder Sendestationen die Richtigkeit eines eingegangenen Hörberichts. Neben Funkamateuren senden auch Rundfunksender als Bestätigung für erhaltene Empfangsberichte QSL-Karten, speziell solche, die Sender im Lang-, Mittel- und insbesondere Kurzwellenbereich betreiben. Daneben bestätigen auch diverse Betreiber anderer Sendeanlagen großer Reichweite, wie beispielsweise Zeitzeichensender, eingehende Empfangsberichte mit QSL-Karten. Außerdem werden gelegentlich auch im CB-Funk, vor allem bei Funkverbindungen ins Ausland, QSL-Karten ausgetauscht.
Die Buchstabenkombination QSL ist ein Q-Schlüssel aus der Morsetelegrafie und bedeutet: „Ich bestätige den Empfang.“
Die früheste bekannte Bestätigung des Empfangs von Funksignalen auf einer Postkarte ist 1916 aus den USA nachgewiesen. Inzwischen gibt es als moderne Alternative auch elektronische QSL-Karten, die über das Internet versendet werden.

## Zweck
QSL-Karten dienten ursprünglich dazu, einer Sendestation Informationen über den Empfang ihrer Sendungen zukommen zu lassen, insbesondere über die Empfangsqualität (Signalstärke, Verständlichkeit, Tonqualität, Störungen) und damit die geographische Ausbreitung eines Sendesignals.
Heute dienen sie vor allem dem Nachweis von Amateurfunkverbindungen und werden bei der Beantragung von Amateurfunkdiplomen benötigt.
Neben dem Austausch von QSL-Karten unter lizenzierten Funkamateuren können auch Kurzwellenhörer (SWL, engl. Short Wave Listener) ihre Empfangsberichte an Funkamateure oder Rundfunkanstalten schicken und darauf eine QSL-Karte der Sendestation erhalten.
Die vielfältige Gestaltung der Karten macht sie zu beliebten Sammlerobjekten unter Kurzwellenhörern und Sendeamateuren.

## Beschreibung
Im Amateurfunk soll (im Hinblick auf maschinelle Sortierung der Karten) vereinbarungsgemäß eine QSL-Karte nicht kleiner als ca. 8,5 cm × 13,5 cm und nicht größer als etwa das deutsche Postkartenformat (DIN-A6: 10,5 cm × 14,8 cm) sein. Ihre Grammatur soll etwa 190 g/m² betragen. Von der IARU wurde 1984 der Beschluss gefasst, dass QSL-Karten 9 cm × 14 cm groß und 170 bis 220 g/m² stark sein sollen.
Eine QSL-Karte muss mindestens folgende Informationen enthalten: Amateurfunkrufzeichen der eigenen Station, Rufzeichen der Gegenstation, Datum und Uhrzeit der Funkverbindung, Frequenz und Betriebsart und die Bewertung des empfangenen Signals (Rapport) nach dem RST-System. Die Unterschrift des Operators ist nicht obligatorisch, wird aber für die Beantragung mancher Amateurfunkdiplome verlangt. Bei der Bestätigung von Hörberichten muss kein Rapport angegeben werden.
Zusätzlich enthält die Karte meist Informationen über den Betreiber der Funkstation (Name, Adresse), die ITU-Zone, das Land oder die Provinz, Landesteil, Ortsverband der Amateurfunkorganisation oder andere Angaben zum Standort der eigenen Station wie den QTH-Locator, die oft für den Erwerb von Amateurfunkdiplomen relevant sind. Die Beschreibung der eigenen Funkstation (Gerätschaften, Sendeleistung und Antenne) ist ebenfalls ein häufiger Bestandteil der Karte.
Die QSL-Karte gilt auch als Visitenkarte eines Funkamateurs und wird daher oft phantasievoll und aufwändig gestaltet.
Für die Abfassung eines Empfangsberichts sollten folgende Inhalte berücksichtigt werden:
1. Rufzeichen oder Kennung der Sendestation und (wenn vorhanden) der Empfängerstation
2. Frequenz des empfangenen Senders (in kHz oder MHz)
3. Empfangsdatum und -zeit in UTC
4. Empfangsqualität nach dem RST- oder SINPO-Code
5. verwendetes Empfangsgerät und die verwendete Antenne
6. Empfangsort (inkl. Länderangabe)

## Versand

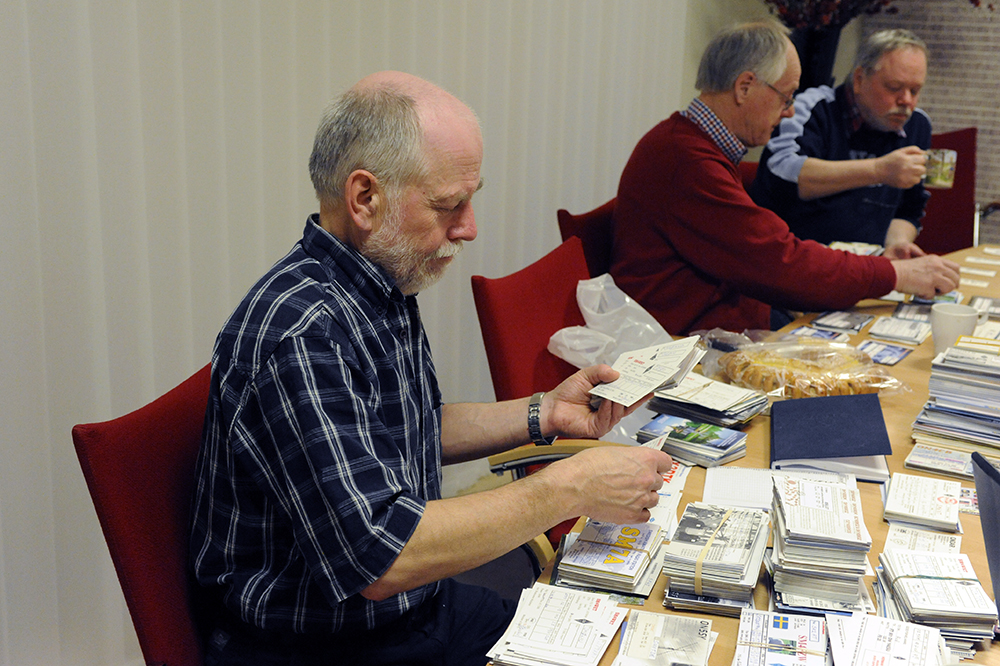
Manuelle Sortierung von QSL-Karten durch Freiwillige beim schwedischen Amateurfunkverband SSA

QSL-Karten werden häufig über den eigenen Amateurfunk-Verband an die Amateurfunk-Verbände im Land des Empfängers geschickt. Sie werden zu diesem Zweck in sogenannten QSL-Büros gesammelt und je nach Aufkommen an die Büros in anderen Ländern zur Verteilung übersandt. Diese Methode ist daher relativ langsam, aber preiswert und zuverlässig. In Deutschland werden die Karten nur für Mitglieder des DARC und des VFDB durch den QSL-Manager im lokalen Ortsverband angenommen und an das QSL-Büro weitergeleitet bzw. eingehende verteilt, Nichtmitglieder sind von diesem QSL-Service des DARC ausgenommen. Im Vereinigten Königreich und den USA senden Amateure ihre QSL-Karten direkt an den Amateurfunkverband (RSGB oder ARRL) und erhalten die eingehenden Karten von freiwilligen Verteilern (sogenannte incoming managers).
Sendeamateure mit hohem Aufkommen an eingehenden QSL-Karten und/oder in Gegenden mit unzuverlässiger Postverbindung bedienen sich gern sogenannter QSL-Manager. Das sind Personen, die an der Stelle der Empfänger, deren Logbücher ihnen vorliegen, die Beantwortung eingehender Karten übernehmen.
Bedient sich eine Station nicht der Dienste eines QSL-Büros oder wünscht der Absender schnellere Antwort, werden QSL-Karten auch direkt an die Postadresse des Empfängers oder des zuständigen QSL-Managers gesandt. Die Postanschriften vieler Funkamateure sind in sogenannten Callbooks veröffentlicht, die auf Rufzeichenlisten der Fernmeldeverwaltungen und Beiträgen der Amateure selbst beruhen. In einigen Ländern wie den USA ist die Veröffentlichung der Adresse obligatorisch, in anderen wie Deutschland oder dem Vereinigten Königreich kann man der Veröffentlichung widersprechen. Oft geben die nationalen Amateurfunk-Verwaltungen ein Callbook heraus, das die national zugeteilten Rufzeichen enthält. Daneben gibt es ein internationales Callbook, dessen Daten von den nationalen Amateurfunkverbänden zusammengetragen werden.
Aus Amateurfunkportalen im WWW, zum Beispiel QRZ.com oder QRZCQ.com, kann man ebenfalls  die Adressen vieler Funkamateure sowie weitere Informationen zu den Stationen erfahren.
Um beim Direktversand dem Empfänger die Kosten für die Antwort zu ersparen, bitten Rundfunkstationen und gelegentlich auch Funkamateure um Beilage von Rückporto, zum Beispiel in Form von sogenannten „Greenstamps“ (1-Dollar-Noten) oder Internationaler Antwortscheine.

## Alternativen
Mit der Verbreitung des WWW sind Möglichkeiten entstanden, die von vielen Amateuren empfundenen organisatorischen und logistischen Probleme beim Versand von Papier-QSL-Karten zu vermeiden. Mit eQSL.cc entstand 1998 aus privater Initiative ein elektronisches System, das die Daten von Funkverbindungen in einer Datenbank erfasst, miteinander abgleicht und den Nutzern die Absicherung und den Ausdruck von QSL-Karten in der Form von Grafikdateien ermöglicht. Da bei Abgleich in einer Datenbank die physische Vorlage von QSL-Karten zum Erwerb von Diplomen nicht mehr notwendig ist, verzichten neuere Systeme wie Club Log, DCL oder LoTW auf solche Grafikdateien. Gemeinsam ist ihnen, dass sich Nutzer registrieren müssen, um mit Hilfe dieser Dienste Amateurfunkdiplome beantragen zu können. Die Mithilfe der Nutzer bei der Datenpflege ist je nach Auslegung in unterschiedlichem Maß notwendig. Die Vielfalt der Amateurfunkdiplome bzw. der zu ihrem Erwerb erforderlichen Informationen kann jedoch schon aus programmiertechnischen Gründen nur schwer von solchen Online-Diensten abgedeckt werden.